# Telesna pripravljenost
Telesna pripravljenost je značilnost oziroma stanje telesa in njegova zmožnost opravljati določene naloge. Telesna pripravljenost je normalno dosežena skozi pravilno prehrano, določeno stopnjo fizične aktivnosti oziroma vadbe in počitka. Je skupek karakteristik videnih pri ljudeh, katere se povezujejo z zmožnostjo opravljanja dane fizične aktivnosti.
Pred industrijsko revolucijo je bila telesna pripravljenost razumljena kot zmožnost opravljanja dnevnih nalog brez pretirane utrujenosti. Toda z avtomatizacijo in spremembami v življenskem slogu je dandanes razumljena kot stopnja človeškega telesa v povezavi z efektivnim funkcioniranjem v delu in drugih aktivnostih, zdravjem, raznimi boleznimi in pripravljenostjo za srečevanje s stresnimi situacijami.
Telesna pripravljenost je definirana kot kvaliteta oziroma značilnost primerna za opravitev določene naloge. Okrog leta 1950, v povezavi z industrijsko revolucijo in povojnem časom, je izraz telesna pripravljenost pridobil na pomenu. Moderna definicija opisuje človekovo zmožnost za izvajanje specifične funkcije oziroma človeško prilagajanje za različne situacije, predvsem fizične. Vse to je vodilo do popularizacije pojma telesna pripravljenost in vzpon fitness industrije. Za dobro telesno pripravljene osebe označujemo ljudi, ki imajo določene anaerobne ali aerobne sposobnosti (moč ali vzdržljivost). Definicija, ki jo je postavil Greg Glassman definira telesno priravljenost kot povečano zmožnost za opravljanje nekega dela najsi bo to področje moči, vzdržljivosti, hitrosti, ravnotežja ali koordinacije in biti zmožen nadgraditi vsoto opravljenega dela v določenem času. Dobro planiran program za izboljšanje telesne pripravljenosti bo izboljšal osebo v vasaki izmed omenjenih domen.
Program za izboljšanje telesne pripravljenosti prikrojen vsakemu posamezniku se običajno osredotoča na eno ali več specifičnih domen. Mnogo avtorjev navaja kot sestavni del dobre telesne pripravljenosti tudi mentalno, socialno in emocionalno zdravje. To je mnogokrat v učbenikih predstavljeno kot trikotnik, ki je sestavljen iz fizičnega aspeka, emocionalnega aspekta in mentalnega aspekta. Fizične priprava lahko tudi preventivno deluje na razne kronične bolezni, ki so posledica nezradvega načina življenja in staranja. Vadba lahko tudi pomaga nekterim ljudem do boljšega in globjega spanca, ter pomaga določenim oseba z motnjo razpoloženja.
Priporočeno za odraslo populacijo je vsaj uro in petnajst minut visoko intenzivne vadbe na teden ali dve uri in pol srednje intenzivne vadbe.
Raziskave so pokozale, da so mnoge koristi vadbe povezane z zdravjev skeletnih mišic in nekaterih organov. To je posledica sovi, ki jo sproščajo mišice in pomaga pri obnovitvi tkiv, rasti novih tkiv in mongih protivnetnih funkcij.
Specifična ali v neko delo orientirana telesna pripravljenost je karakteristika, ki omogoča osebi opraviti neko aktivnost z razumno efektivnostjo na primer šport ali vojaška služba. Specifičen trening pripravi osebo, da se dobro odreže v posamezni vnaprej predvideni situaciji (šport).
Posamezni primeri: Šprint na 100m: atlet mora biti trenira za anaerobno delo na tekmi, primer takega treninga je intervalni treining. Srednje dolge proge: atleto potrebujejo oboje, hitrost in vzdržljivost. Mišice morajo biti navajene dalj časa zdržati pod velikim naporom. Maraton: v tem primeru mora biti atlet treinran za aerobno delo skozi celotno tekmo, nejgova vzdržljivost mora biti na maksimumu. Mnogi poklicni gasilci in policaji so podvrženi fizičnemu testiranjo, da se ugotovi alo so fizično sposobni opravljenti naloge v njihovem poklicu. Člani vojske morajo preko fizičnega testiranja. Sprinti v hrib: potrebna je dobra telesna pripravljenost, tak način treinga je posebno dober za nožne mišice. Vojska pogosto treinra svoje pripradnike s to metodo. Tek v presku: povzroči manj obrmenitev za nožne mišiče kot tek po travi ali drugi trdi površini. To je predvsem zato, ker pesek ublaži stopalo pri stiku s tlemi. Tek po pesku je efektiven način za izgubo telesne maščobe in izboljšanje telesne pripravljenosti, saj zahteva več napora kot tek po trdi površini (ena in pol krat več). Tek po vodi: je oblika vadbe, ki povzroči minimalno obrmenitev sklepov in kosti. Zaradi tega razloga je taka vadba kot nalašč za oseba v procesu regeneracije. Težavnost vadbe si lahko prilagajano z globino vode po kateri tečemo.
Da bi fizična priprava koristila zdravju posameznika, mora biti izvajan s pravo intenzivnostjo, trajanjem in pogostostjo. Če je vesmu temu zadoščeno je napredek neizbežen. Oseba se lahko na splošno počuti bolje, vedar učinki fizične vadbe so vidni šele čez tedne. Za vstrezn stimulans mora vadba poskrbeti za dovoljšenj srez za mišični sistem. Za napredek se mora ta sres skozi čas stopnjevati. Tak način ima tri osnovne faze to so obrmenitev, specifičnost in progresija.

## Visoko intenzivni intervalni trening (HIIT)
To je oblika treinga za katero so zančilni karatki visoko intenzivno intervali. Praviloma je tka vadba sestavljena iz visoko intenzivnih serij katerim nemudoma sledi obdobje počitka ali nizko intenzivna aktivnost. Študije so pokazale, da je vadba pri visoki intenzivnosti povečala koristi za kardiovaskularni sistem v primerjavi s srednjo ali nizko intenzivno vadbo. Taka oblika vadbe je nadvse primerna za izgubo telesne maščobe, posebej okrog pasu. V nadaljnji primerjavi je prednosti HIIT vadbe tudi, da v krajšem časovnem obdobju porabi več kalorij, tudi po že končani vadbi proces porabe kalorij še vedno traja. Časovno je tak način vadbe primeren za ljudi z malo časi, saj taka oblika vadbe ni časovno obsežna.

## Kardiovaskularni trening
Taka oblika treninga je običajno merjena z VO2 max, mero, ki definira količino kisika, ki ga telo lahko sprejme in uporabi. Ta način treninga vsebuje gibalne vzorce, ki povečujejo srcno frekvenco in posledično telesno porabo kisika. Ta oblika vadbe je pomemben košček v mozaiku telesne pripravljenosti, saj bodo od nje imeli korist tako profesionalni športniki kot rekreativci.
Primeri so: Tek: Zmerna hitrost. Ta oblika je odlična z vzdrževanje telesne teže, kot njeno izgubo. Plavanje: Uporaba celega telesa in izboljšanje telesne kondicije. Hoja: Krajše ali daljše razdalje, najmanj zahtevna oblika izmed navedenih. Kolesarjenje: Ta oblika deluje blagodejno na sklepe, kot povečuje moč nog.